# Sa’id Basziri
Sa’id Basziri (pers. سعید بشیری; ur. 30 września 1951) – irański bokser, olimpijczyk.
Wystartował w wadze papierowej na Letnich Igrzyskach Olimpijskich 1976. W pierwszym pojedynku zmierzył się z Węgrem Györgym Gedó, który znokautował Irańczyka w drugiej rundzie pojedynku.